# Thomas Hodgkin
Thomas Hodgkin (17. kolovoza 1798. – 5. travnja 1866.) bio je britanski liječnik i smatra se jednim od najuglednijih patologa svoga vremana i pionirom preventivne medicine.
Hodgkin je 1832.g. prvi opisao Hodgkinovu bolest, poseban oblika limfoma. Hodgkinov rad označio je početak razdoblja u medicini, u kojem će patolozi biti akitvno uključeni u rad kliničara. 